# 长鼻喜蟱蛛
长鼻喜蟱蛛（学名：Philoponella nasuta）为蟱蛛科喜蟱蛛属的动物。分布于缅甸以及中国大陆的江西、湖南、安徽、浙江等地。该物种的模式产地在缅甸。